# Callistochiton elenensis
Callistochiton elenensis är en blötdjursart som först beskrevs av Sowerby 1832.  Callistochiton elenensis ingår i släktet Callistochiton och familjen Ischnochitonidae. Inga underarter finns listade i Catalogue of Life.